# Sylwia Grzeszczak
Sylwia Karolina Grzeszczak (Poznań, 7 april 1989) is een Pools zangeres en pianiste. Haar nummers Małe rzeczy, Sen o przyszłości en Tamta dziewczyna bereikten de nummer één positie in de Polish Airplay Chart.

## Discografie

### Albums
| Jaar | Album                                          | Certificaat       |
| ---- | ---------------------------------------------- | ----------------- |
| 2008 | - Ona i On Uitgever: My Music                  |                   |
| 2011 | - Sen o przyszłości Uitgever: EMI Music Poland | 2× Platinum Plaat |
| 2013 | - Komponując siebie Uitgever: EMI Music Poland | 2× Platinum Plaat |

- International Standard Name Identifier: 0000 0001 3385 7180
- Library of Congress Control Number: no2012091301
- MusicBrainz: 37e81d6d-3995-4d77-800f-45bf62898ea6
- Nationale Bibliotheek van Polen: a0000002273394
- Virtual International Authority File: 251363475
- WorldCat: E39PBJgd9rCwFdgWbpP6cg6Frq